# 內拉赫
内拉赫（德語：Neerach）是瑞士联邦苏黎世州迪尔斯多夫区的市镇。该市镇面积为6.04平方千米，海拔高度449米，2018年12月31日人口数为3,176。

## 外部連結
- 内拉赫官方网站Archive.today的存檔，存档日期2012-12-05 （德文）